# Jordan Scott (Leichtathlet)
Jordan Scott (* 29. Juni 1997 in Portmore) ist ein jamaikanischer Leichtathlet, der sich auf den Dreisprung spezialisiert hat.

## Sportliche Laufbahn
Erste internationale Erfahrungen sammelte Jordan Scott im Jahr 2013, als er bei den CARIFTA Games in Nassau mit einer Weite von 14,30 m den vierten Platz im Dreisprung in der U17-Altersklasse belegte. Im Jahr darauf gewann er bei den CARIFTA Games in Fort-de-France mit 15,75 m die Silbermedaille in der U18-Altersklasse und gelangte anschließend bei den Olympischen Jugendspielen in Nanjing mit 15,20 m auf Rang fünf. 2016 gewann er bei den CARIFTA Games in St. George’s mit 16,01 m die Silbermedaille in der U20-Altersklasse und belegte anschließend bei den U20-Weltmeisterschaften in Bydgoszcz mit derselben Weite den sechsten Platz. Daraufhin zog er in die Vereinigten Staaten und studierte bis 2021 an der University of Virginia. 2018 gelangte er bei den Zentralamerika- und Karibikspielen in Barranquilla mit 16,82 m auf den vierten Platz und brachte anschließend bei den NACAC-Meisterschaften in Toronto keinen gültigen Versuch zustande. 2019 wurde er NCAA-College-Hallenmeister im Dreisprung und wurde im August bei den Panamerikanischen Spielen in Lima mit 16,13 m Neunter. Daraufhin startete er bei den Weltmeisterschaften in Doha und schied dort mit 14,73 m in der Qualifikationsrunde aus. Auch bei den Weltmeisterschaften 2022 in Eugene verpasste er mit 16,42 m den Finaleinzug und belegte anschließend bei den Commonwealth Games in Birmingham mit 16,11 m den fünften Platz. 2024 nahm er an den Olympischen Sommerspielen in Paris teil und schied dort mit 16,36 m in der Qualifikationsrunde aus.
2025 klassierte er sich bei den Hallenweltmeisterschaften in Nanjing mit 17,10 m auf dem vierten Platz.
In den Jahren 2018, 2021 und 2024 wurde Scott jamaikanischer Meister im Dreisprung.